# Públio Pasidieno Firmo
Públio Pasidieno Firmo (em latim: Publius Pasidienus Firmus) foi um senador romano nomeado cônsul sufecto em 65 no lugar de Marco Júlio Vestino Ático, executado acusado de participar da Conspiração Pisoniana. Serviu com Aulo Licínio Nerva Siliano de maio a junho.

## Carreira e família
Seu primeiro cargo conhecido foi legado imperial propretor da Bitínia e Ponto entre 45 e 47, ainda na época de Cláudio. Depois, foi nomeado cônsul sufecto entre maio e junho de 65. 
Lúcio Pasidieno Firmo, cônsul sufecto em 75, era seu filho.